# Tanfoglio Force

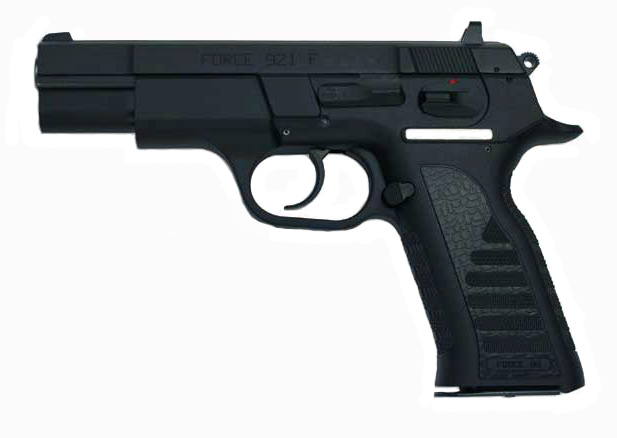
Tanfoglio Force 99 / EAA Witness Polymer P. (nom commercial et au Canada et États-Unis)

La gamme des pistolets italiens Tanfoglio Force est apparue sur le marché mondial en 1997. Elle vise à concurrencer les Glock en proposant une version à carcasse polymère du Tanfoglio TA 95 Combat.

## Présentation
Comme son équivalent à carcasse en acier, cette arme de poing fonctionnant en simple et double action. Elle est connue aux États-Unis, son principal débouché commercial, sous le nom de Witness P (Polymer). Ce Tangloglio est ainsi décliné version standard, compact et Lady (carcasse rose) portant les noms de :
- FORCE
- FORCE SPORT
- FORCE COMPACT
- FORCE CARRY
- FORCE CARRY R POLICE
- FORCE CARRY F PRO
- FORCE L
- FORCE 22 L

## Spécification Force 99
Mécanisme: Double Action.
Chambrages: 9 mm Parabellum, .40 S&W
Poids: 850 grammes en calibre 9 mm
Longueur: 205 mm
Longueur du canon: 115 mm
Capacité:  16 (9 mm) ou  12 (.40 S&W) coups.

## Spécification Force 99 compact
Mécanisme: Double Action.
Chambrages: 9 mm Parabellum, .40 S&W
Poids: 750 grammes en calibre 9 mm
Longueur: 195 mm
Longueur du canon: 93 mm
Capacité:   13 coups en 9 mm.

## Sources et bibliographie francophone
Cette notice est issue de la lecture des revues  et ouvrages spécialisés  de langue française suivantes :
- Cibles (FR)
- Action Guns (Fr)
- R. Caranta, Pistolets & revolvers, aujourd'hui, 5 tomes, Crépin-Leblond, 1998/2009